# Yo, puta
Yo, puta és una pel·lícula espanyola de 2004 dirigida per Maria Lidon, elaborada a partir del llibre Jo, puta, d'Isabel Pisano, que en el moment de la seva publicació va ser un supervendes a Espanya i Itàlia.

## Argument
La pel·lícula ens mostra diversos aspectes del negoci de la prostitució. Fusionant realitat amb ficció, permet al públic tenir una visió d'aquest món ocult que desperta curiositat i morbositat. Inclou testimoniatges dolorosos, tocs d'humor i experiències reals. És també una ficció documental en la qual tres intèrprets narradors experimenten amb la prostitució de luxe: una actriu vinguda a menys (Daryl Hannah) que sedueix a amants rics; una estudiant que escriu un llibre en el qual entrevista diferents personatges (Denise Richards); i un client voyeur, atractiu i seductor (Joaquim de Almeida), que recorre als serveis de la primera i intenta arrossegar a la segona a aquest món.
Es va estrenar a Espanya el 7 de maig de 2004 i el 17 de desembre d'aquest mateix any als Estats Units.

## Repartiment
- Daryl Hannah - Adriana
- Denise Richards - Rebecca
- Joaquim de Almeida - Pierre
- Cristina Bella i moltes altres actrius del cinema porno.

## Recepció
La pel·lícula va ser durament criticada per la premsa estatunidenca sent valorada com la pitjor pel·lícula espanyola estrenada aquí de la història i una de les pitjors de la història de tal manera que va rebre un dels premis a la pitjor direcció als Premis YoGa 2005.
| « | "Batibull postmodern (...) Dramatúrgicamente mai funciona la mescla (...) en el seu desig de cridar l'atenció a qualsevol preu, Lidón no dubte a utilitzar recursos francament indignes." | » |